# Holognathus karamea
Holognathus karamea är en kräftdjursart som beskrevs av Gary C.B. Poore och Lew Ton 1990. Holognathus karamea ingår i släktet Holognathus och familjen Holognathidae.
Artens utbredningsområde är havet kring Nya Zeeland. Inga underarter finns listade i Catalogue of Life.